# 南海水产公司
国营南海水产公司，广东省水产局（厅）下属国有企业。积极参加了1974年西沙海战。

## 历史
1954年4月在广州成立。1956年4月12日“西沙群岛、南沙群岛、中沙群岛水产资源调查队”成立，抽调国营南海水产公司穗渔301号、302号渔轮和广东省水产供销公司南沃、雷珠号运输船队，对西沙群岛、南沙群岛、中沙群岛水产资源进行调查，并建立群岛据点，为建立远洋渔业作准备。
1958年12月为开拓北部湾渔场，公司率34艘渔轮1000名职工，从广州新洲渔业基地迁到海南岛儋县白马井渔港(洋浦港内港)，当时白马井是一个二三百户小渔村，海岸上仙人掌满地。1959年1月1日，国营南海水产公司下放给海南行政公署领导；同时，海南行政公署水产局下属的海南造船厂和儋县水产公司并入国营南海水产公司。1959年下半年，广东省委决定：国营南海水产公司重新划归省水产厅领导。并入该公司的海南造船厂和儋县水产供销公司从国营南海水产公司分出归还原建制领导。1960年2月，国家计委批准国营南海水产公司100艘渔轮基地设计总任务书，白马井渔业基地列入国家重点建设项目；至1963年底较好地完成新基地重点建设工程。
1973年美国签订巴黎协定，退出越南战争，中国在西沙群岛的生产活动转入活跃。1973年12月底，设在海南岛白马井的广东省水产厅下属的南海水产公司派出南渔402号（船长黄亚来）、南渔407号（船长杨贵）渔船，拖带两艘机艇、10艘玻璃钢小艇，由南海水产公司革委会副主任张秉林带队共计97人赴西沙永乐群岛羚羊礁附近海域进行捕捞作业，在琛航岛上设立加工厂和后勤组，架设通信电台。1974年1月10日，张秉林率南渔公司部分渔民登上了甘泉岛升挂中華人民共和国国旗，竖起“中华人民共和国领土不容侵犯”的木牌。1974年1月15日，琼海903号渔轮也派出部分渔民登上甘泉岛。1月15日，上午10時30分，南越海軍16號艦“李常傑”號巡防舰（Ly Thường Kiệt，舷號HQ-16）駛進永樂群島，與南海水产公司捕魚船“南漁402、407”輪發生對峙，其後砲擊甘泉島上升掛的中華人民共和國國旗，然後在離402漁船二百多米遠的海域停靠，15日17時許，南越16號艦放下一艘小艇，載7名武裝陸戰隊員，1名海關人員帶著報話機嘗試登上402漁船進行臨檢。在402號漁船的反抗下，南越小艇調頭駛回。1月16日上午9时30分至下午14时，南越16号舰在金银岛附近游弋。1月16日下午，南渔407号渔轮由永兴岛回到永乐群岛，与402轮汇合。两渔轮坚持在羚羊礁附近海域生产作业，与南越军舰对峙。1月16日下午，中国人民解放军海军南海舰队榆林海军基地奉命派出猎潜艇73大队的271、274号猎潜艇编队，设立海上编队指挥所（“海指”指挥员魏鸣森）。命令规定的任务性质是在西沙永乐群岛执行第77次巡逻，保护南海水产公司渔民在永乐群岛琛航、广金、晋卿各岛的安全。17日10时30分，271猎潜艇编队到达永兴岛，准备接载西南中沙人武部派遣的守岛武装基干民兵2个排进驻琛航岛、晋卿岛。1月17日上午，南越16号舰派陸戰隊佔領金银岛。1月17日下午，南越海軍4号舰“陳慶餘”號福斯特号护航驱逐舰（Trần Khánh Dư，舷號HQ-4）到达。在珊瑚岛与南越16號驱逐舰会合。17日14时20分，4号舰放下2艘小艇，载27名军人，登上甘泉岛，并取下了南海水产公司渔民升挂在岛上的五星紅旗，插上了南越国旗。之后，南越4号舰、16号舰驱逐正在甘泉岛、羚羊礁附近海域的南海水产公司的漁船，但未能成功。1月17日15时，人民解放軍海軍271猎潜艇编队运送第一个武装基干民兵排从永兴岛出发，18时许到达在永乐群岛海域，与南越海軍4号舰“陈庆馀”号对峙，并与南渔402、407渔轮汇合。为解决登岛民兵的淡水问题，271、274艇所有能装水的工具都装上了淡水。17日21时30分至次日凌晨2时30分，第一批武装守岛民兵携带一个月口粮换乘南渔402号、407号渔轮的8条小舢板星夜登上晋卿岛设防，开设前线守岛作战指挥部，同时海軍派了一个信号兵上岛担任舰岛之间的联络工作。1月17日晚上，人民解放軍海軍第二批武装民兵1个排36人乘“西渔705号”运输船从永兴岛启航，于18日上午9时登上琛航岛设防，并派出了一个10人的武装民兵班进驻琛航岛西侧的广金岛（两岛位于同一礁盘上）。1月18日早晨，中國、南越海軍艦艇沿雙方控制區（南越控制永乐群岛西部珊瑚、甘泉、金银三岛，中國控制永乐群岛东部晋卿、琛航、广金三岛）中间警戒线进入二对二的对峙。9时许，南越4号舰与中國“南渔407号”渔船左舷碰撞，南越4号舰炮口归零并挂出操纵失灵旗号，后互相脱离。1月18日晚21时，西南中沙人武部派出第三批武装基干民兵2个排，乘坐西渔705号渔轮离开永兴岛赴永乐群岛。1月19日凌晨，中共中央指示组成叶剑英、邓小平、陈锡联、张春桥、王洪文、苏振华六人小组进驻总参谋部，坐镇指挥。1月19日6时左右，南越海軍见中華人民共和國705号渔轮运来满满一甲板的武装民兵准备登岛，南越16号舰、10号舰从广金岛西北方向，5号舰、4号舰从羚羊礁西南方向，呈钳形态势接近廣金島和琛航岛，打算驱逐西渔705号渔轮，人民解放軍海軍各舰紧急起锚并发出战斗警报。19日当天上午双方爆发海战。战斗中389号扫雷舰重伤并操纵失灵（舰体后部被南越10号舰撞上），271艇上的“海指”指挥员魏鸣森目视观察到389舰情况危急后命令南渔402、407号渔轮夹持389舰冲滩，389舰于11时50分抢滩搁浅。1月19日午后海战结束，西渔705号渔轮搭载的第三批守岛武装民兵，从海軍271号、274号、396号舰艇上把伤员救出抬上705号渔轮包扎、救护，由西渔705轮送回永兴岛救治。当夜第3批守岛民兵全部登上晋卿岛修工事加强防禦。随后，南海水产公司的渔轮支援了海南军区派出的陆军分队在永乐群岛西部珊瑚、甘泉、金银三岛登陆歼敌。西沙战后，南渔402号、407号渔轮荣立集体二等功，驻琛航岛后勤组荣立集体三等功，南渔407船长杨贵、潘正安荣立一等功，南海水产公司革委会副主任张秉林、南渔402船长黄亚来等6人荣立二等功，林保康、陈恩慈等35人荣立三等功。农林部、广东省革命委员会并发贺电表示敬意和祝贺。
1975年底，公司拥有生产渔轮66艘，渔业辅助船7艘，职工3437人，其中船员1628人，固定资产7733.6万元，年捕鱼39 425.97吨，成为全国五大海洋捕捞公司之一。
1981年底，为把该公司下放给海南行政区管辖，出台了广东省人民政府(81)第154号文件，把公司的20艘渔轮、7艘辅助船、2587名职工划给广州市海洋渔业公司；国营南海水产公司保留白马井渔业基地，划归海南行政公署领导。1989年6月1日国营南海水产公司更名为海南省海洋渔业总公司。